# Hélène Delprat
Hélène Delprat, née en 1957 à Amiens (France) est une plasticienne, peintre, vidéaste et scénographe française.

## Biographie
Hélène Delprat naît en 1957 à Amiens.
Diplômée des Beaux arts de Paris, elle réussit le concours de l'Académie de France à Rome en 1982 et part travailler deux ans à la Villa Médicis où elle présente sa première exposition anonyme intitulée Jungles et Loups.
En 2014, elle est nommée professeure de dessin aux Beaux-Arts de Paris.
En 2023, Hélène Delprat est lauréate du Grand Prix artistique de la Fondation Simone et Cino Del Duca, attribué sur proposition de la section de peinture de l'Académie des beaux-arts .

## Carrière artistique
Entre 1985 et 1995, elle est représentée par la galerie Maeght. Voulant expérimenter avec de nouveaux mediums comme la photographie ou la vidéo, elle quitte la galerie en 1995.
À partir des années 1990, Hélène Delprat délaisse la peinture pour explorer la vidéo, la radio ou le théâtre. Elle aborde la littérature, le cinéma avec la performance, l'installation et la sculpture. Elle s’isole dans son atelier et réalise des films courts. Elle réalise également des costumes et des scénographies pour le théâtre et la danse. Elle commence une série de vrai-faux interviews pour la radio où elle mêle fiction et documentaire.
En 2004, elle ouvre un blog intitulé « Days, faire un truc par jour ».
En 2010 elle rencontre les galeristes Christophe et Nathalie Gaillard. Leur collaboration débute par une exposition en 2012 intitulée En finir avec l'extension du pire qui tourne autour de la vidéo Les (Fausses) Conférences. En 2014, sa deuxième exposition personnelle Fair is foul and foul is fair marque le grand retour de sa peinture. Elle poursuit ensuite son travail de vidéaste avec Nicole Stéphane, a displaced person,, dont elle fait une adaptation pour une Creation on Air sur France Culture.
Elle est représentée par la galerie Carlier Gebauer à Berlin et par les galeries Hauser & Wirth et Christophe Gaillard à Paris.
En 2017, I did it My Way à La Maison Rouge à Paris est une rétrospective de son travail à partir des années 1990.
En 2018, le musée des beaux-arts de Caen lui consacre une exposition. 
Du 22 mars au 9 juin 2025, La Fondation Maeght présente une grande exposition monographique conçue spécifiquement par Hélène Delprat pour les salles en rez-de-jardin.

## Expositions (sélection)
Ses expositions sont les suivantes :
- « Peintures », Galerie Gisèle Linder, Bâle, Suisse, 2004
- « Dream More », Galerie C3, New York, États-Unis, 2004
- « Works & Days » (vidéo), La Maison rouge, Paris, 2017
- « Skeleton Bad Taste », Galerie Gisèle Linder, Bâle, Suisse, 2007
- « Les (Fausses) conférences », Nuit blanche, gymnase Durantin, Paris, 2011
- « Twist & Die », Galerie Christophe Gaillard, Docks Art Fair, Lyon, 2011
- « Le jour où j’ai voulu être pape », L’art dans les chapelles, Chapelle Notre-Dame des Fleurs, Moustoir, 2012
- « En finir avec l’extension du pire », Galerie Christophe Gaillard, Paris (cat. exp.), 2012
- « Comment j’ai inventé Édith Scob, Suite… », MABA, Nogent-sur-Marne, 2014
- « Fair is Foul and Foul is Fair – Le Beau est horrible et affreux est le beau », Galerie Christophe Gaillard, Paris , 2014
- « I Did It My Way », La Maison rouge, Paris, 2017
- « Moi qui adore Barnett Newman, on peut dire qu’on en est loin », Galerie Christophe Gaillard, Paris, 2017
- Hélène Delprat, Musée des Beaux arts de Caen, 2018
- 5è Dialogue inattendu, Musée Marmottan Monet à Paris, 2022
- « Macbeth a raison », Galerie Duchamp à Yvetot, 2022 - avec bonus radiophonique : http://metaclassique.com/metaclassique-179-abuser/
- « Le Théâtre des opérations », Voyage à Nantes, 2022
- « Écoutez ! C'est une éclipse », Fondation Maeght, 2025

## Collections
Ses collections sont les suivantes :
- Barret Barrera’s Collection, Saint-Louis (USA)
- Bibliothèque nationale de France, Paris
- Bibliothèque universitaire, Bâle, (Suisse)
- Centre Georges-Pompidou, Paris
- CNAP (Centre National d’Arts Plastiques), Paris
- Collection de Bueil & Ract-Madoux, Paris
- Collection Emerige, Paris
- FMAC (Fonds Municipal d’Art Contemporain) de la Ville de Paris
- FNAC (Fonds National d’Art Contemporain), Paris
- Fondation Cartier, Paris
- Fondation Maeght, Saint-Paul-de-Vence
- FRAC Alsace
- FRAC Picardie
- FRAC Auvergne
- Collection Antoine de Galbert, Paris
- MoMA, New York (USA)
- Musée cantonal des Beaux Arts de Lausanne (Suisse)
- Musée d’Art moderne, Belfort
- Musée d’Art moderne, Paris
- Musée d’Art moderne, Strasbourg
- Musée national d’Art moderne, Paris
- Musée Sainte-Croix, Poitiers
- Museum Ludwig, Budapest (Hongrie)
- Musée Russe, Saint Petersbourg (Russie)
- Pinault Collection, Paris
- Stedelijk Museum, Amsterdam (Pays-Bas)
- Université d’Alberta, Alberta (Canada)

## Publications
- Hélène Delprat, en finir avec l’extension du pire, Editions Biffures, Paris, 2012
- En finir avec l'extension du pire, Galerie Christophe Gaillard, Paris, 2014
- Hélène Delprat, I DId it My Way, Editions Fage / La maison rouge, Paris, 2017
- Hélène Delprat, Les Travaux et les Jours, Editions Dilecta & Galerie Christophe Gaillard, Paris, 2017

### Vidéographie
- Interview filmée, 1990 : Textes et documents pour la classe, TDC, la revue des enseignants,
- Interview filmée, 2015 pour le Nouveau Festival, Centre Pompidou